# Belle Haven (Contea di Accomack, Virginia)
Belle Haven è un comune degli Stati Uniti d'America, situato nello Stato della Virginia, diviso tra la Contea di Accomack e la Contea di Northampton.